# Kurt Walker (Boxer)
Kurt Anthony James Walker (* 7. März 1995 in Lisburn) ist ein irischer Profiboxer im Federgewicht.

## Amateurkarriere
Kurt Walker wurde 2012 Irischer Jugendmeister im Fliegengewicht und 2013 Irischer Jugendmeister im Bantamgewicht. Des Weiteren gewann er 2012 Bronze im Fliegengewicht bei den Jugend-Weltmeisterschaften in Jerewan, sowie 2013 Silber im Bantamgewicht bei den Jugend-Europameisterschaften in Rotterdam.
Bei den Erwachsenen boxte er im Bantamgewicht und wurde 2015, 2016 und 2017 Irischer Meister. Bei den Europaspielen 2015 in Baku schied er im ersten Kampf mit 1:2 gegen den späteren Goldmedaillengewinner Bachtowar Nasirow aus und gewann 2017 eine Bronzemedaille bei den Europameisterschaften in Charkiw, nachdem er im Halbfinale gegen den späteren Silbermedaillengewinner Mykola Buzenko unterlagen war. Bei den anschließenden Weltmeisterschaften 2017 in Hamburg, verlor er im ersten Kampf gegen Leonel de los Santos.
2018 unterlag er im Finale der Commonwealth Games in Gold Coast gegen Peter McGrail, bezwang diesen jedoch im Finale der EU-Meisterschaften 2018 in Valladolid.
2019 gewann er die Europaspiele in Minsk und besiegte dabei unter anderem Samuel Kistohurry, Peter McGrail und Mykola Buzenko. Er konnte daraufhin auch an den Weltmeisterschaften 2019 in Jekaterinburg teilnehmen und startete dabei im Federgewicht. Nach Siegen gegen Ceiber Ávila und Eric Basran, schied er im Viertelfinale gegen den Asienmeister Erdenebatyn Tsendbaatar aus.
Als Nummer 2 der Europarangliste im Federgewicht war er für die 2021 in Tokio ausgetragenen Olympischen Spiele 2020 qualifiziert und konnte José Quiles sowie Mirazizbek Mirzahalilov besiegen, ehe er im Viertelfinale knapp mit 2:3 gegen Duke Ragan ausschied.

## Profikarriere
Im November 2021 unterzeichnete er Profiverträge mit den Promotern Conlan Boxing und Top Rank. Sein Debüt gewann er am 26. Februar 2022 in Glasgow.